# Nagykanizsa FC
Nagykanizsa FC – węgierski klub piłkarski z siedzibą w mieście Nagykanizsa działający w latach 1945–2002.

## Historia

### Chronologia nazw
- 1945: Nagykanizsai MAORT Munkás SE
- 1949: Olajmunkás SE
- 1951: Nagykanizsai Bányász SK
- 1957: Nagykanizsai Zrinyi Olajbánybányász SC
- 1959: Nagykanizsai Bányász
- 1966: Nagykanizsai Olajbányász SE
- 1996: Olajbányász Futball Club Nagykanizsa
- 1998: 1. Futball Club Nagykanizsa
- 2000: Nagykanizsa FC
- 2002: Kögáz-Nagykanizsa FC

### Historia klubu
Klub powstał jako Nagykanizsai MAORT Munkás SE w 1945 roku. W 1949 r. klub po raz pierwszy uzyskał awans do Nemzeti Bajnokság I. W sezonie 1949/1950 zajął 14. miejsce i spadł do NB II.
Na kolejny awans klub czekał aż do roku 1999. W sezonie 1999/2000 zespół zajął 14. miejsce. Kolejny sezon węgierskiej ekstraklasy klub zakończył na ostatnim miejscu w Grupie B i spadł do drugiej ligi. Pierwszy sezon po spadku do NB II zespół zakończył na 12 miejscu w grupie. Po zakończeniu sezonu został rozwiązany.

## Osiągnięcia
- W lidze (3 sezony na 109) : 1949/50, 1999/2000-2000/01